# Убийца внутри меня
«Убийца внутри меня» (англ. The Killer Inside Me) — художественный фильм 2010 года Майкла Уинтерботтома, экранизация одноимённого произведения Джима Томпсона. Главные роли в фильме исполняют Кейси Аффлек, Кейт Хадсон и Джессика Альба.

## Сюжет
Помощник шерифа Лу Форд — один из «столпов общества» в своём маленьком техасском городке: сознателен, терпелив, уважаем. Но мало кто знает, что под маской порядочного гражданина скрывается социопат со странными сексуальными наклонностями.  Однажды, когда Лу был ещё подростком, его сводный брат Майк уличил его в изнасиловании пятилетней девочки, взял вину на себя и отправился в тюрьму. После освобождения Майк устраивается на работу и погибает на стройке от несчастного случая. 
Лу, будучи помощником шерифа, крутит роман с проституткой Джойс Лейклэнд, которая встречается с сыном местного богатея Элмером, несмотря на то, что у того уже есть невеста, Эми Стэнтон. 
Постепенно безумие Лу день ото дня становится всё хуже. Сначала он убивает Элмера, избивает Джойс, как он считает, до смерти, и взваливает всю вину за убийство Элмера на неё. Коллеги Лу уже начинают подозревать его и сообщают ему, что Джойс мертва. Затем он убивает свою невесту, избив её и обвинив в её смерти другого. В конце фильма к Лу приводят его чудом выжившую любовницу, Джойс. Она говорит, что любит его. Затем Лу, также признавшись ей в любви, пронзает её ножом. Его коллеги открывают огонь, и дом загорается: заранее узнав, что обречён, Лу облил дом бензином и спиртным.

## В ролях
| Актёр          | Роль            |
| -------------- | --------------- |
| Кейси Аффлек   | Лу Форд         |
| Джессика Альба | Джойс Лейклэнд  |
| Кейт Хадсон    | Эми Стентон     |
| Нед Битти      | Честер Конвей   |
| Том Бауэр      | Боб Мэплс       |
| Элиас Котеас   | Джо Ротман      |
| Саймон Бейкер  | Ховард Хендрикс |
| Билл Пуллман   | Билли Бой Уокер |
| Лиам Эйкен     | Джонни Папас    |

## Производство
Несколько кинематографистов пытались экранизировать роман Томпсона с середины 1950-х годов. Студия 20 Century Fox приобрела права на экранизацию и пыталась запустить проект в производство с 1956 года. В главных ролях должны были сняться Мэрилин Монро, Элизабет Тейлор и Марлон Брандо. Но после неожиданной смерти Монро в 1962 году работа над проектом была остановлена. Первая экранизация романа Томпсона вышла в 1976 году, в роли Лу Форда снялся Стейси Кич, а в роли Джойс — Сьюзан Тайррелл.
В середине 1980-х годов была предпринята ещё одна попытка экранизировать «Убийцу внутри меня», на этот раз в главных ролях должны были сняться Том Круз, Брук Шилдс и Деми Мур. Этот проект не получил дальнейшего развития. 
В середине 1990-х годов, после успеха «Криминального чтива», Квентин Тарантино был заинтересован в том, чтобы снять новую экранизацию романа с Брэдом Питтом и Умой Турман в главных ролях. Но после террористических актов 11 сентября съёмки фильма были отменены, так как сценарий содержал множество жестоких сцен.
В 2003 году Эндрю Доминик написал новый сценарий «Убийцы внутри меня» и первоначально должен был стать режиссёром будущего фильма, но вскоре он потерял интерес к этому проекту и предпочёл заняться режиссурой фильма «Как трусливый Роберт Форд убил Джесси Джеймса».

## Выпуск на экраны
Премьера фильма состоялась 24 января 2010 года на кинофестивале Сандэнс. В январе того же года компания IFC Films приобрела права для проката картины в США за полтора миллиона долларов и анонсировала театральный релиз на 9 июня 2010 года. Фильм принимал участие в конкурсной программе 60-го Берлинского кинофестиваля, также он был показан в рамках кинофестиваля Трайбека 27 апреля 2010 года. Картина вышла в ограниченный прокат 18 июня 2010 года.

## Критика
Фильм получил смешанные рецензии от кинокритиков. Согласно сайту Rotten Tomatoes, 54 % из 114 рецензий были положительными.